# 黄岭镇 (茂名市)
黄岭镇，是中华人民共和国广东省茂名市电白区下辖的一个乡镇级行政单位。

## 行政区划
黄岭镇下辖以下地区：
黄岭社区、南清村、上平山村、东华村、白石村、彩楼村、大村、下平山村、山蕉窝村、黄岭村、万长村、石陂村、官屋村、丰垌村和水西村。